# Estación Omokagebashi
La estación Omokagebashi (面影橋停留場 Omokagebashi-teiryūjō?) de la línea Toden Arakawa, pertenece al único sistema de tranvías de la empresa estatal Toei, y está ubicada en el barrio especial de Shinjuku, en la prefectura de Tokio, Japón.

## Sitios de interés
- Parque Kansen-en
- Puente Takadobashi
- Puente Omokagebashi
- Museo del  teñido de Kimonos de Tokio
- Templo Ryocho-in
- Antigua residencia de Rampo Edogawa
- Monumento Yamabuki-no-sato

## Historia
- 1930 (30 de marzo): Inauguración.
- 1942 (1 de febrero): la Ciudad de Tokio, adquiere las líneas de tranvías.
- 1949 (1 de diciembre): Se completa la línea Totsuka, donde la estación Omokagebashi era una de sus paradas.
- 1968 (29 de septiembre): Con el cierre de la mayoría de las líneas tranviarias, pasa a formar parte de la actual línea Toden Arakawa.